# Power Rangers: Ninja Steel
A műsor 2 évadot élt meg 44 epizóddal. 2017. január 21-től 2018. december 1-ig ment. Amerikában eredetileg a Nickelodeon vetítette, Magyar bemutató ismeretlen.
A Netflix-en is látható sajnos még Magyar szinkronosan nincs fent és nem elérhető Magyarországon.

## Szereplők

### Főszereplő (Ninja Steel csapat)
| Szerep                                                | Színész          | Magyar hang |
| ----------------------------------------------------- | ---------------- | ----------- |
| Brody Romero / Vörös Ninja Steel Ranger               | William Shewfelt | ?           |
| Preston Tien / Kék Ninja Steel Ranger                 | Peter Sudarso    | ?           |
| Calvin Maxwell / Sárga Ninja Steel Ranger             | Nico Greetham    | ?           |
| Hayley Foster / Fehér Ninja Steel Ranger              | Zoe Robins       | ?           |
| Sarah Thompson / Rózsaszín Ninja Steel Ranger         | Chrysti Ane      | ?           |
| Levi Weston / Aiden Romero / Arany Ninja Steel Ranger | Jordi Webber     | ?           |
| Dane Romero / Vörös Eredeti Ninja Steel Ranger        | Mike Edward      | ?           |
| Dane Romero / Vörös Ninja Steel Ranger II             | Mike Edward      | ?           |
| Mick Kanic / Vörös Ninja Steel Ranger III             | Kelson Henderson | ?           |

### Főszereplő (Super Ninja Steel csapat)
| Szerep                                              | Színész          | Magyar hang |
| --------------------------------------------------- | ---------------- | ----------- |
| Brody Romero / Vörös Super Ninja Steel Ranger       | William Shewfelt | ?           |
| Preston Tien / Kék Super Ninja Steel Ranger         | Peter Sudarso    | ?           |
| Calvin Maxwell / Sárga Super Ninja Steel Ranger     | Nico Greetham    | ?           |
| Hayley Foster / Fehér Super Ninja Steel Ranger      | Zoe Robins       | ?           |
| Sarah Thompson / Rózsaszín Super Ninja Steel Ranger | Chrysti Ane      | ?           |
| Levi Weston / Arany Super Ninja Steel Ranger        | Jordi Webber     | ?           |

### Mellékszereplők (Ninja Steel)
| Szerep             | Színész                 | Magyar hang |
| ------------------ | ----------------------- | ----------- |
| Redbot             | Emma Carr & Kōji Mimura | ?           |
| Princess Viera     | Ruby Love               | ?           |
| Monty              | Caleb Bendit            | ?           |
| Victor Vincent     | Chris Reid              | ?           |
| Mrs. Finch         | Claire Chitham          | ?           |
| Principal Hastings | Amanda Billing          | ?           |
| Marcus Tien        | Mac Jeffrey Ong         | ?           |
| Jackie Thompson    | Jodie Rimmer            | ?           |
| Emma Harris        | Xana Tang               | ?           |

### Mellékszereplők (Super Ninja Steel)
| Szerep                                      | Színész                 | Magyar hang |
| ------------------------------------------- | ----------------------- | ----------- |
| Redbot                                      | Emma Carr & Kōji Mimura | ?           |
| Mick Kanic                                  | Kelson Henderson        | ?           |
| Dane Romero                                 | Mike Edward             | ?           |
| Sheriff Skyfire                             | Mark Mitchinson         | ?           |
| Monty                                       | Caleb Bendit            | ?           |
| Victor Vincent                              | Chris Reid              | ?           |
| Mrs. Finch                                  | Claire Chitham          | ?           |
| Principal Hastings                          | Amanda Billing          | ?           |
| Sandy                                       | Mikaela Rüegg           | ?           |
| Emma Harris                                 | Xana Tang               | ?           |
| Tommy Oliver / Zöld Eredeti Ranger          | Jason David Frank       | ?           |
| Tommy Oliver / Fehér Eredeti Ranger         | Jason David Frank       | ?           |
| Tommy Oliver / Zeo V Vörös Ranger           | Jason David Frank       | ?           |
| Tommy Oliver / Fekete Dino Ranger           | Jason David Frank       | ?           |
| Rocky DeSantos / Vörös Ranger II            | Steve Cardenas          | ?           |
| Katherine Hillard / Rózsaszín Turbo Ranger  | Catherine Sutherland    | ?           |
| T.J. Johnson / Kék Space ranger             | Selwyn Ward             | ?           |
| Wesley Collins / Vörös Time Force Ranger II | Jason Faunt             | ?           |
| Trent Fernandez-Mercer / Fehér Dino Ranger  | Jeffrey Parazzo         | ?           |
| Gemma / Ranger Operator Series Ezüst        | Li Ming Hu              | ?           |
| Antonio Garcia / Arany Samurai Ranger       | Steven Skyler           | ?           |
| Gia Moran / Sárga Megaforce Ranger          | Ciara Hanna             | ?           |
| Koda / Kék Dino Charge Ranger               | Yoshi Sudarso           | ?           |

### Gonosztevők (Ninja Steel)
| Szerep             | Színész         | Magyar hang |
| ------------------ | --------------- | ----------- |
| Galvanax           | Richard Simpson | ?           |
| Madame Odius       | Jacque Drew     | ?           |
| Ripcon             | Campbell Cooley | ?           |
| Cosmo Royale       | Campbell Cooley | ?           |
| Robot Aiden Romero | Nick Beckwith   | ?           |

### Gonosztevők (Super Ninja Steel)
| Szerep                     | Színész         | Magyar hang |
| -------------------------- | --------------- | ----------- |
| Madame Odius / Végső Forma | Jacque Drew     | ?           |
| Cosmo Royale               | Campbell Cooley | ?           |
| Badonna                    | Marissa Stott   | ?           |
| Lord Draven                | Rajneel Singh   | ?           |
| General Tynamon            | Jordi Webber    | ?           |
| Brax                       | Jamie Linehan   | ?           |

## Magyar változat
A szinkront az ? készítette.
- Magyar szöveg:
- Vágó:
- Hangmérnök:
- Operatív vezető:
- Szinkronrendező:
- Produkciós vezető:

További magyar hangok:

## Évados áttekintés
| Évad | Évad | Részek száma | Részek száma | Eredeti sugárzás | Eredeti sugárzás  | Eredeti adó | Magyar sugárzás | Magyar sugárzás | Magyar adó |
| Évad | Évad | Részek száma | Részek száma | Évadbemutató     | Évadzáró          | Eredeti adó | Évadbemutató    | Évadzáró        | Magyar adó |
| ---- | ---- | ------------ | ------------ | ---------------- | ----------------- | ----------- | --------------- | --------------- | ---------- |
|      | 1.   | 22           | 22           | 2017. január 21. | 2017. december 2. | Nickelodeon | n. a.           | n. a.           | n. a.      |
|      | 2.   | 22           | 22           | 2018. január 27. | 2018. december 1. | Nickelodeon | n. a.           | n. a.           | n. a.      |

## Epizódok

### Power Rangers: Ninja Steel (24. évad 2017)
| Sor. | Év. | Cím                         | Rendező         | Író                                   | Premier              | Nézettség   |
| ---- | --- | --------------------------- | --------------- | ------------------------------------- | -------------------- | ----------- |
| 832. | 1.  | "Return of the Prism"       | Peter Burger    | Chip Lynn                             | 2017. január 21.     | 1,53 millió |
| 833. | 2.  | "Forged in Steel"           | Peter Burger    | Chip Lynn                             | 2017. január 28.     | 1,55 millió |
| 834. | 3.  | "Live and Learn"            | Michael Duignan | Chip Lynn, Becca Barnes, & Alwyn Dale | 2017. február 4.     | 1,50 millió |
| 835. | 4.  | "Presto Change-O"           | Michael Duignan | Chip Lynn, Becca Barnes, & Alwyn Dale | 2017. február 11.    | 1,52 millió |
| 836. | 5.  | "Drive to Survive"          | Michael Duignan | Chip Lynn, Becca Barnes, & Alwyn Dale | 2017. február 25.    | 1,29 millió |
| 837. | 6.  | "My Friend, Redbot"         | Simon Bennett   | Chip Lynn, Becca Barnes, & Alwyn Dale | 2017. március 4.     | 1,29 millió |
| 838. | 7.  | "Hack Attack"               | Simon Bennett   | Chip Lynn, Becca Barnes, & Alwyn Dale | 2017. március 18.    | 1,26 millió |
| 839. | 8.  | "Gold Rush"                 | Simon Bennett   | Chip Lynn, Becca Barnes, & Alwyn Dale | 2017. március 18.    | 1,16 millió |
| 840. | 9.  | "Rocking and Rolling"       | Oliver Driver   | Chip Lynn, Becca Barnes, & Alwyn Dale | 2017. augusztus 12.  | 0,95 millió |
| 841. | 10. | "The Ranger Ribbon"         | Oliver Driver   | Chip Lynn, Becca Barnes, & Alwyn Dale | 2017. augusztus 19.  | 1,09 millió |
| 842. | 11. | "Poisonous Plots"           | Oliver Driver   | Chip Lynn, Becca Barnes, & Alwyn Dale | 2017. augusztus 26.  | 1,24 millió |
| 843. | 12. | "Family Fusion"             | Michael Duignan | Chip Lynn, Becca Barnes, & Alwyn Dale | 2017. szeptember 2.  | 1,18 millió |
| 844. | 13. | "Ace and the Race"          | Michael Duignan | Chip Lynn, Becca Barnes, & Alwyn Dale | 2017. szeptember 9.  | 0,94 millió |
| 845. | 14. | "The Royal Rival"           | Simon Bennett   | Chip Lynn, Becca Barnes, & Alwyn Dale | 2017. szeptember 16. | 1,20 millió |
| 846. | 15. | "The Royal Rumble"          | Simon Bennett   | Chip Lynn, Becca Barnes, & Alwyn Dale | 2017. szeptember 23. | 1,04 millió |
| 847. | 16. | "Grave Robber"              | Oliver Driver   | Becca Barnes, Alwyn Dale, & Chip Lynn | 2017. október 7.     | 1,11 millió |
| 848. | 17. | "Monkey Business"           | Michael Duignan | Chip Lynn, Becca Barnes, & Alwyn Dale | 2017. október 14.    | 1,11 millió |
| 849. | 18. | "The Adventures Of Redbot"  | Simon Bennett   | Chip Lynn, Becca Barnes, & Alwyn Dale | 2017. október 21.    | 0,95 millió |
| 850. | 19. | "Abrakadanger"              | Mike Smith      | Becca Barnes, Alwyn Dale, & Chip Lynn | 2017. október 28.    | 1,07 millió |
| 851. | 20. | "Helping Hand"              | Mike Smith      | Alywn Dale, Chip Lynn, & Becca Barnes | 2017. november 4.    | 1,05 millió |
| 852. | 21. | "Galvanax Rises"            | Mike Smith      | Chip Lynn, Becca Barnes, & Alwyn Dale | 2017. november 18.   | 1,06 millió |
| 853. | 22. | "Past, Presents and Future" | Charlie Haskell | Alwyn Dale, Chip Lynn, & Becca Barnes | 2017. december 2.    | 1,02 millió |

### Power Rangers: Super Ninja Steel (24. évad 2018)
| Sor. | Év. | Cím                             | Rendező                                | Író                                     | Premier              | Nézettség   |
| ---- | --- | ------------------------------- | -------------------------------------- | --------------------------------------- | -------------------- | ----------- |
| 854. | 1.  | "Echoes of Evil"                | Charlie Haskell                        | Chip Lynn, Becca Barnes, & Alwyn Dale   | 2018. január 27.     | 1,01 millió |
| 855. | 2.  | "Moment of Truth"               | Charlie Haskell                        | Becca Barnes, Alwyn Dale, & Chip Lynn   | 2018. február 3.     | 1,14 millió |
| 856. | 3.  | "Tough Love"                    | Charlie Haskell                        | Alwyn Dale, Chip Lynn, & Becca Barnes   | 2018. február 10.    | 0,98 millió |
| 857. | 4.  | "Making Waves"                  | Oliver Driver                          | Chip Lynn, Becca Barnes, & Alwyn Dale   | 2018. február 17.    | 0,97 millió |
| 858. | 5.  | "Game Plan"                     | Oliver Driver                          | Becca Barnes, Alwyn Dale, & Chip Lynn   | 2018. február 24.    | 1,00 millió |
| 859. | 6.  | "Attack Of The Galactic Ninjas" | Oliver Driver                          | Alwyn Dale, Chip Lynn, & Becca Barnes   | 2018. március 3.     | 1,15 millió |
| 860. | 7.  | "The Need For Speed"            | Murray Keane                           | Chip Lynn, Becca Barnes, & Alwyn Dale   | 2018. március 10.    | 1,23 millió |
| 861. | 8.  | "Caught Red Handed"             | Murray Keane                           | Becca Barnes, Alwyn Dale, & Chip Lynn   | 2018. március 17.    | 1,08 millió |
| 862. | 9.  | "Outfoxed"                      | Murray Keane                           | Uther Dean, Steve McCleary, & Chip Lynn | 2018. augusztus 25.  | 1,25 millió |
| 863. | 10. | "Dimensions in Danger"          | Simon Bennett & Akihiro 'Yuji' Noguchi | Chip Lynn, Becca Barnes, & Alwyn Dale   | 2018. augusztus 28.  | 0,86 millió |
| 864. | 11. | "Love Stings"                   | Simon Bennett                          | Becca Barnes, Alwyn Dale, & Chip Lynn   | 2018. szeptember 1.  | 0,87 millió |
| 865. | 12. | "Fan Frenzy"                    | Simon Bennett                          | Alwyn Dale, Chip Lynn, & Becca Barnes   | 2018. szeptember 8.  | 0,90 millió |
| 866. | 13. | "Prepare To Fail"               | Simon Bennett                          | Chip Lynn, Becca Barnes, & Alwyn Dale   | 2018. szeptember 15. | 1,25 millió |
| 867. | 14. | "Sheriff Skyfire"               | Oliver Driver                          | Becca Barnes, Alwyn Dale, & Chip Lynn   | 2018. szeptember 22. | 0,98 millió |
| 868. | 15. | "Tech Support"                  | Oliver Driver                          | Alwyn Dale, Chip Lynn, & Becca Barnes   | 2018. szeptember 29. | 0,81 millió |
| 869. | 16. | "Car Trouble"                   | Oliver Driver                          | Chip Lynn, Becca Barnes, & Alwyn Dale   | 2018. október 6.     | 0,74 millió |
| 870. | 17. | "Happy To Be Me"                | Ric Pellizzeri                         | Becca Barnes, Alwyn Dale, & Chip Lynn   | 2018. október 13.    | 0,85 millió |
| 871. | 18. | "Monster Mix-Up"                | Murray Keane                           | Becca Barnes, Alwyn Dale, & Uther Dean  | 2018. október 20.    | 0,83 millió |
| 872. | 19. | "Magic Misfire"                 | Simon Bennett                          | Chip Lynn, Alwyn Dale, & Becca Barnes   | 2018. október 27.    | 1,04 millió |
| 873. | 20. | "Doom Signal"                   | Ric Pellizzeri                         | Chip Lynn, Becca Barnes, & Alwyn Dale   | 2018. november 3.    | 0,89 millió |
| 874. | 21. | "Reaching the Nexus"            | Ric Pellizzeri                         | Becca Barnes, Alwyn Dale, & Chip Lynn   | 2018. november 10.   | 0,89 millió |
| 875. | 22. | "The Poisy Show"                | Murray Keane                           | Chip Lynn, Becca Barnes, & Alwyn Dale   | 2018. december 1.    | 0,78 millió |